# Nummer-et hits i Danmark i 2020
Nummer-et hits i Danmark i 2020 er en liste over de singler der lå nummer et på den danske singlehitliste i 2020. Den var udarbejdet af International Federation of the Phonographic Industry og Nielsen Soundscan, og udgives af hitlisten.nu.

## Historie
| Uge | Dato          | Sang                  | Kunstner                                                                                             | Kilde  |
| --- | ------------- | --------------------- | --- | ------ |
| 1   | 15. januar    | "Pub G"               | Lolo feat. Branco & Larry 44                                                                         | [ 1 ]  |
| 2   | 22. januar    | "Pub G"               | Lolo feat. Branco & Larry 44                                                                         | [ 2 ]  |
| 3   | 29. januar    | "Pub G"               | Lolo feat. Branco & Larry 44                                                                         | [ 3 ]  |
| 4   | 5. februar    | "Blinding Lights"     | The Weeknd                                                                                           | [ 4 ]  |
| 5   | 12. februar   | "Blinding Lights"     | The Weeknd                                                                                           | [ 5 ]  |
| 6   | 19. februar   | "La Danza"            | Branco & Gilli                                                                                       | [ 6 ]  |
| 7   | 26. februar   | "La Danza"            | Branco & Gilli                                                                                       | [ 7 ]  |
| 8   | 4. marts      | "La Danza"            | Branco & Gilli                                                                                       | [ 8 ]  |
| 9   | 11. marts     | "La Danza"            | Branco & Gilli                                                                                       | [ 9 ]  |
| 10  | 18. marts     | "Blinding Lights"     | The Weeknd                                                                                           | [ 10 ] |
| 11  | 25. marts     | "Blinding Lights"     | The Weeknd                                                                                           | [ 11 ] |
| 12  | 1. april      | "Blinding Lights"     | The Weeknd                                                                                           | [ 12 ] |
| 13  | 8. april      | "Blinding Lights"     | The Weeknd                                                                                           | [ 13 ] |
| 14  | 15. april     | "Blinding Lights"     | The Weeknd                                                                                           | [ 14 ] |
| 15  | 22. april     | "Toosie Slide"        | Drake                                                                                                | [ 15 ] |
| 16  | 29. april     | "Blinding Lights"     | The Weeknd                                                                                           | [ 16 ] |
| 17  | 6. maj        | "Sport"               | TopGunn & Branco                                                                                     | [ 17 ] |
| 18  | 13. maj       | "Tættere End Vi Tror" | P3 feat. Tessa, Christopher, Lukas Graham, Jada, Benjamin Hav, Saint Clara, Don Stefano, Mads Langer | [ 18 ] |
| 19  | 20. maj       | "Tættere End Vi Tror" | P3 feat. Tessa, Christopher, Lukas Graham, Jada, Benjamin Hav, Saint Clara, Don Stefano, Mads Langer | [ 19 ] |
| 20  | 27. maj       | "Kiki"                | Lolo feat. Gilli                                                                                     | [ 20 ] |
| 21  | 3. juni       | "Rockstar"            | DaBaby feat. Roddy Rich                                                                              | [ 21 ] |
| 22  | 10. juni      | "Rockstar"            | DaBaby feat. Roddy Rich                                                                              | [ 22 ] |
| 23  | 17. juni      | "Rockstar"            | DaBaby feat. Roddy Rich                                                                              | [ 23 ] |
| 24  | 24. juni      | "L.U.V"               | Gilli                                                                                                | [ 24 ] |
| 25  | 1. juli       | "L.U.V"               | Gilli                                                                                                | [ 25 ] |
| 26  | 8. juli       | "Snik Snak"           | Gilli                                                                                                | [ 26 ] |
| 27  | 15. juli      | "Errudumellahvad"     | Icekiid                                                                                              | [ 27 ] |
| 28  | 22. juli      | "Errudumellahvad"     | Icekiid                                                                                              | [ 28 ] |
| 29  | 29. juli      | "Errudumellahvad"     | Icekiid                                                                                              | [ 29 ] |
| 30  | 5. august     | "Errudumellahvad"     | Icekiid                                                                                              | [ 29 ] |
| 31  | 12. august    | "Blå Himmel"          | Kesi feat. Hans Phillip                                                                              | [ 30 ] |
| 32  | 19. august    | "Solhverv"            | Lord Siva                                                                                            | [ 31 ] |
| 33  | 26. august    | "Solhverv"            | Lord Siva                                                                                            | [ 32 ] |
| 34  | 2. september  | "Solhverv"            | Lord Siva                                                                                            | [ 33 ] |
| 35  | 9. september  | "Solhverv"            | Lord Siva                                                                                            | [ 34 ] |
| 36  | 16. september | "Mood"                | 24kGolden feat. Iann Dior                                                                            | [ 35 ] |
| 37  | 23. september | "Mood"                | 24kGolden feat. Iann Dior                                                                            | [ 36 ] |
| 38  | 30. september | "Mood"                | 24kGolden feat. Iann Dior                                                                            | [ 37 ] |
| 39  | 7. oktober    | "Mood"                | 24kGolden feat. Iann Dior                                                                            | [ 38 ] |
| 40  | 14. oktober   | "Mood"                | 24kGolden feat. Iann Dior                                                                            | [ 39 ] |
| 41  | 21. oktober   | "Mood"                | 24kGolden feat. Iann Dior                                                                            | [ 40 ] |
| 42  | 28. oktober   | "Dejlig"              | Jimilian feat. Fouli                                                                                 | [ 41 ] |
| 43  | 4. november   | "Dejlig"              | Jimilian feat. Fouli                                                                                 | [ 42 ] |
| 44  | 11. november  | "Hundo"               | Branco                                                                                               | [ 43 ] |
| 45  | 18. november  | "Mood"                | 24kGolden feat. Iann Dior                                                                            | [ 44 ] |
| 46  | 25. november  | "Mood"                | 24kGolden feat. Iann Dior                                                                            | [ 45 ] |
| 47  | 2. december   | "Monster"             | Shawn Mendes & Justin Bieber                                                                         | [ 46 ] |
| 48  | 9. december   | "Last Christmas"      | Wham                                                                                                 | [ 47 ] |
| 49  | 16. december  | "Last Christmas"      | Wham                                                                                                 | [ 48 ] |
| 50  | 23. december  | "Last Christmas"      | Wham                                                                                                 | [ 49 ] |
| 51  | 30. december  | "Last Christmas"      | Wham                                                                                                 | [ 50 ] |
| 52  | 6. januar     | "Solhverv"            | Lord Siva                                                                                            | [ 51 ] |